# アウトロー物語
「アウトロー物語」（アウトローものがたり）は、日本のロックミュージシャンである柳ジョージが、1985年5月25日にワーナー・パイオニア / Atlantic Recordからリリースした6枚目のシングルである。

## 解説
同年に発売されたアルバム『TOBACCO ROAD』と同時発売されたシングル。
カップリング曲の「ペーパーバック ストーリー」は、和光証券『ワリコー』のテーマ曲に起用された。

## 収録曲
| 全作詞: トシ・スミカワ、全作曲: 柳ジョージ。 |                                                |                |            |          |      |
| #                                            | タイトル                                       | 作詞           | 作曲・編曲 | 編曲     | 時間 |
| 1.                                           | 「アウトロー物語」(SWEPT BY THE HARD RAIN)     | トシ・スミカワ | 柳ジョージ | 知久光康 | 3:33 |
| 2.                                           | 「ペーパーバック ストーリー」(PEPERBACK STORY) | トシ・スミカワ | 柳ジョージ | 長島進   | 4:53 |
| 合計時間:                                    | 合計時間:                                      | 合計時間:      | 8:26       |          |      |